# Cowansville
Cowansville est une ville canadienne au Québec, chef-lieu de la MRC de Brome-Missisquoi, dans la région de l'Estrie. Elle est édifiée sur les rives de la rivière Yamaska.

## Histoire

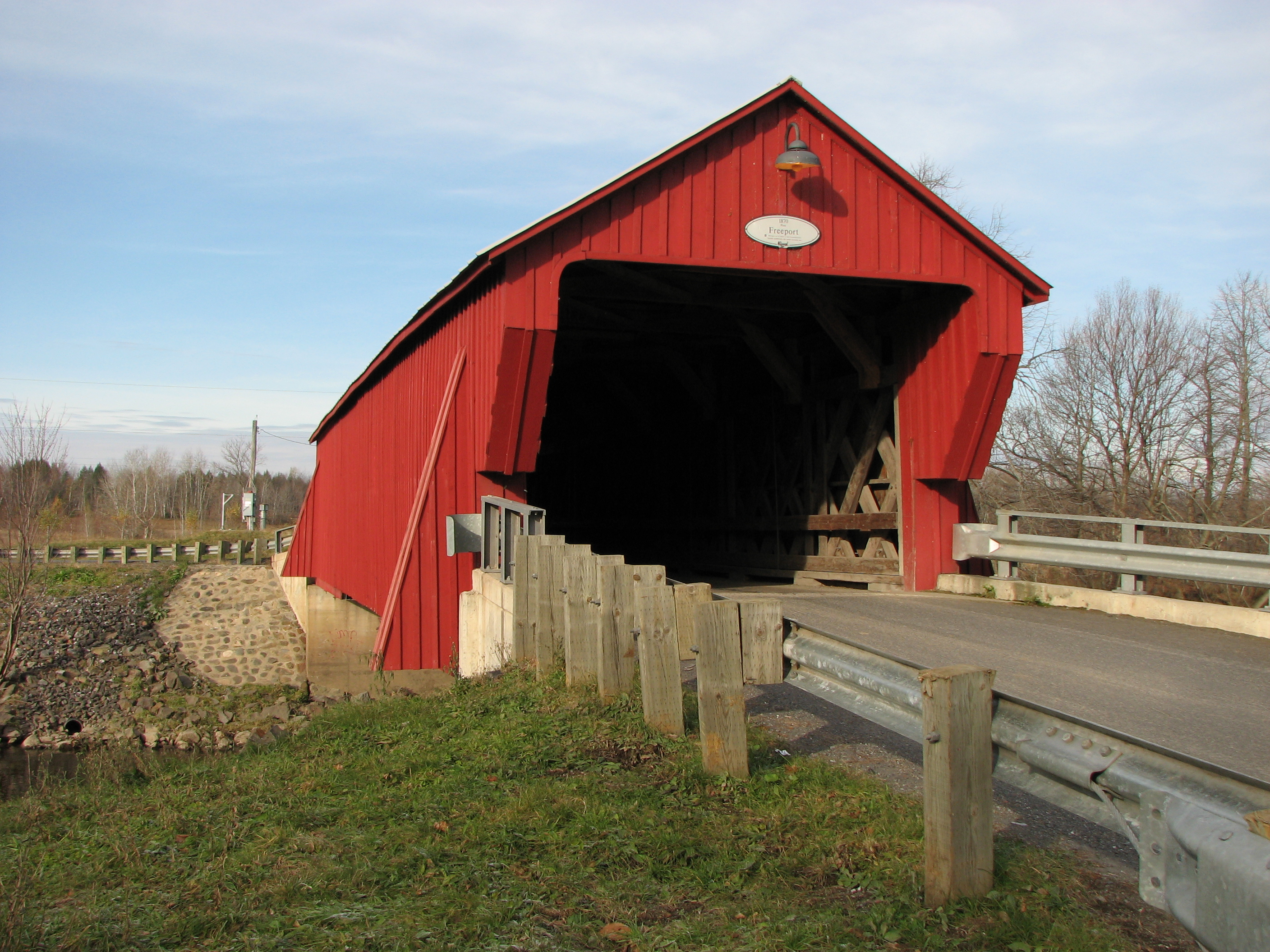
Le pont de Freeport construit en 1870.

Le premier à s'installer sur le site de la municipalité est Jacob Ruiter. En 1800, il fait bâtir un moulin à farine et un moulin à scie. En 1805, Ruiter baptise la petite agglomération naissante « Nelsonville », en l'honneur de l'amiral britannique, Lord Horatio Nelson, tué lors de la bataille navale de Trafalgar.
Cowansville doit son nom à Peter Cowan, marchand montréalais, installé dans la région en 1836 et devenu maître de poste en 1841. Pour éviter que le courrier ne soit envoyé par mégarde à Nelsonville, près d'Hamilton au Haut-Canada, il décide de renommer la ville, le changement de nom officiel ne se fera qu'en 1876.
Au cours des années 1870, la construction de la ligne de chemin de fer de la South Eastern Railway reliant Montréal à Cowansville, la construction du pont de Freeport reliant le secteur du même nom à la ville et l'ouverture d'une première succursale bancaire, celle de la Eastern Townships Bank, contribuent à l'expansion de la municipalité. Le commerce s'y développe. Détachée du canton de Dunham, la nouvelle municipalité est incorporée le 1er janvier 1876, devenant officiellement le village de Cowansville. Après une forte croissance industrielle durant le XXe siècle, le village devient une ville le 25 juin 1931 et s'accroît par diverses annexions pendant l'après-guerre dont celle de Sweetsburg en 1964.

## Géographie
Située au cœur de la MRC de Brome-Missisquoi, Cowansville est bordée de montagnes (Bromont, Sutton) à l'est et de plaines à l'ouest (région de Farnham). À moins d'une heure de route de deux villes-centres, Montréal et Sherbrooke, elle est aussi située près de la frontière américaine, à environ une trentaine de minutes en voiture. Dans la MRC de Brome-Missisquoi, elle est elle-même une ville-centre, située à l’intersection des routes provinciales 104/139 et 202, ce qui en fait le carrefour routier le plus achalandé de cette région et lui vaut l'appellation de « Carrefour de Brome-Missisquoi ».

## Démographie
| 1986   | 1991   | 1996   | 2001   | 2006   | 2011   | 2016   | 2021   |
| ------ | ------ | ------ | ------ | ------ | ------ | ------ | ------ |
| 11 643 | 11 986 | 12 051 | 12 032 | 12 182 | 12 489 | 13 656 | 15 234 |

La municipalité compte aujourd'hui plus de 13 000 habitants. En 2016, 82,4 % de la population de Cowansville utilisait le français comme langue parlée, contrairement à l'époque où l'anglais l'était presque majoritairement. La part de l'anglais comme langue d'usage a diminué de 24,1 % entre 1996 et 2001. Par ailleurs, la part des langues autres que le français ou l'anglais comme langue d'usage demeure faible (1,77 %). L'âge médian de la population y est plus élevé que dans l'ensemble de la province (45,5 ans contre 41,9 ans dans le reste de la province). La proportion de la population ayant complété des études post-secondaires y est beaucoup plus faible que dans l'ensemble de la province (44,2 % contre 59,8 % dans le reste de la province).

## Administration
Les élections municipales se font en bloc pour le maire et les six conseillers.
| Cowansville Maires depuis 2002                                                                                       |                   |                                                    |          |
| Élection | Maire             | Qualité                                            | Résultat |
| 2002 | Arthur Fauteux    | Maire depuis 1998 Conseiller municipal (1986-1994) | Voir     |
| 2005 | Arthur Fauteux    | Maire depuis 1998 Conseiller municipal (1986-1994) | Voir     |
| 2009 | Arthur Fauteux    | Maire depuis 1998 Conseiller municipal (1986-1994) | Voir     |
| 2013 | Arthur Fauteux    | Maire depuis 1998 Conseiller municipal (1986-1994) | Voir     |
| 2017 | Sylvie Beauregard | Conseillère municipale (2009-2017)                 | Voir     |
| 2021 | Sylvie Beauregard | Conseillère municipale (2009-2017)                 | Voir     |
| Élection partielle en italique Depuis 2005, les élections sont simultanées dans toutes les municipalités québécoises |                   |                                                    |          |

## Économie

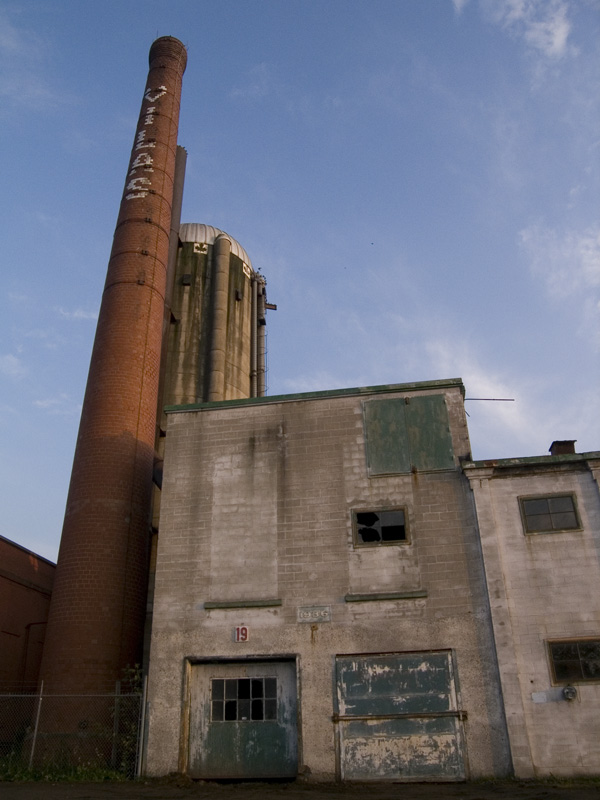
Cheminée de l'ancienne usine Vilas (démolie en 2007)

On trouve à Cowansville plusieurs commerces, l'hôpital Brome-Missisquoi-Perkins, un palais de justice, un bureau de poste qui offre aussi des services du gouvernement fédéral, une école secondaire régionale et bilingue (Massey-Vanier), un centre d'interprétation de la nature et une plage situés près du lac Davignon, ainsi qu'un CLSC.
Durant les années 1990 et au début des années 2000, plusieurs grandes bannières s'installent à Cowansville. En 1991, le Canadian Tire qui était situé dans un petit local du centre-ville s'installe au carrefour de la rue du Sud et de la route 139. En 1996, c'est au tour du supermarché IGA de venir s'installer dans ce secteur. L'ancien local du IGA au centre-ville sera occupé par une pharmacie Jean Coutu en août 1996. Puis, en 1999, se joignent Burger King et Tim Hortons, ouverts tous les deux sur la rue du Sud également, à quelques jours d'intervalle. En janvier 2002, le supermarché Provigo est transféré dans un tout nouveau marché Loblaws, sur la rue Sud au coin de la rue Miner, puis en février de la même année c'est la bannière Super C qui ouvre ses portes à Cowansville, sur le coin des routes 104/139 et 202. La SAQ de Cowansville en profite la même année pour aller s'installer dans de nouveaux locaux à proximité du Super C. Les deux commerces utilisent le même stationnement. En janvier 2004, Walmart ouvre ses portes à Cowansville, en face de Super C, aussi sur la rue du Sud. À la fin des années 2000, plusieurs concessionnaires automobiles se sont installés à proximité du carrefour commercial de la ville. Le 10 décembre 2008, la 100e rôtisserie St-Hubert a ouvert ses portes à Cowansville, dans ce même secteur.
En 2009 s'implante le Marché de solidarité régionale de Cowansville, un projet d'économie sociale des Amies de la Terre de Brome Missisquoi qui favorise l’achat de proximité, l’accès à des produits sains, de qualité et écologiques et soutient les producteurs locaux. La même année, la boulangerie artisanale La Mie Bretonne ouvre ses portes en face du Jean Coutu sur la rue Sud.
En 2012, la succursale de la Banque nationale du Canada qui était située au centre-ville est déménagée dans un tout nouvel édifice, qui possède le même stationnement que le Super C et la SAQ. La Caisse populaire Desjardins de Brome-Missisquoi a également ouvert des bureaux avec un service de guichet automatique dans le quartier, sans toutefois fermer son siège social du centre-ville.
En 2012 également, le restaurant PFK qui avait pignon sur rue au 1533 rue du Sud depuis 1975, a fermé ses portes. C'est le magasin Chaussures Pop qui prit possession de la bâtisse et qui y déménagea sa succursale du Domaine du Parc à l'hiver 2015.
La banque CIBC, qui occupait un local du Domaine du parc depuis 1979, au centre-ville, a déménagé dans un tout nouveau local sur la rue du Sud en juillet 2015.

## Culture

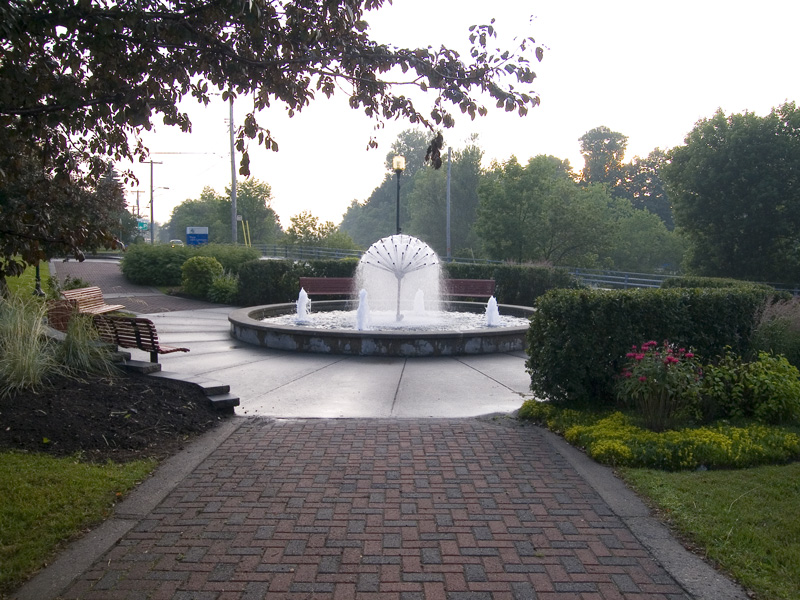
Fontaine au coin de la rue du Sud et de la Rivière

La ville possède divers établissements culturels en plus des activités qui y sont organisées. On y retrouve notamment le musée Bruck qui abrite également la société d'histoire de Cowansville. Depuis 1920, la ville a également une salle de spectacle aujourd'hui utilisée comme cinéma, le cinéma Princesse. Sur la scène Davignon diffuse divers spectacles en salle, notamment à l'église Emmanuel et à l'auditorium de la polyvalente Massey-Vanier, une série de concerts classiques ont lieu au musée Bruck en plus d'une programmation estivale au parc Davignon.
La ville accueillait auparavant le festival Musique en Vue et le festival BD migratoires. Depuis 2017, le Rendez-vous Fest a lieu à la fin août au parc Davignon.
De plus, en 2014, la MRC Brome-Missisquoi a lancé le site Carrément Culture, qui répertorie les événements culturels de la région et qui offre un répertoire culturel, où les artistes peuvent s'inscrire gratuitement.
La ruche d'art est un atelier d'art ouvert à tous situé sur la rue Principale.
Depuis 2019, la ville propose le festival Soif de musique qui se déroule dans le stationnement du pavillon des sports Roland-Désourdy. En 2024, lors de la 5e édition, des artistes tels que Flo Rida, Les trois accords, Charlotte Cardin, Rise Against et CRi ont performé sur scène. Selon les estimations, plus de 48 000 visiteurs ont foulé le site durant les cinq jours de programmation,. 

## Transports collectifs
Cowansville offre à la population un service d’autobus dont le circuit couvre 24 arrêts. Certains disposent d’un abribus. Les plus populaires sont ceux situés sur le boulevard J.-A Deragon et celui situé sur le campus de l’école Massey-Vanier. L’autobus passe à huit reprises à chacun des arrêts entre le matin et l’après-midi. Le tarif pour un trajet est de 4$. La Ville dispose aussi d’un service de taxibus. 

## Personnalités liées
- Jean-François Doré (1948-2016), animateur à la radio et à la télévision y est décédé.
- Faith Fyles (1875-1961), artiste botaniste, y est née.
- Georgianna Paige Pinneo (1896-1985), artiste canadienne, y est morte.

## Équipes sportives
Le coureur des bois de Cowansville est une équipe de hockey sur glace qui évolue actuellement dans la ligue de hockey senior élite (LHSE) depuis août 2020.